# معاهدة بوخارست (1916)
تم التوقيع على معاهدة بوخارست لعام 1916 بين رومانيا والحلفاء في 4 ( النمط القديم )/17 ( النمط الجديد ) آب/أغسطس 1916 في بوخارست. نصت المعاهدة على الشروط التي بموجبها وافقت رومانيا على الانضمام إلى الحرب إلى جانب الحلفاء، ولا سيما الوعود الإقليمية في النمسا-المجر. ألزم الموقعون أنفسهم بالحفاظ على سرية محتويات المعاهدة حتى يتم التوصل إلى سلام عام.

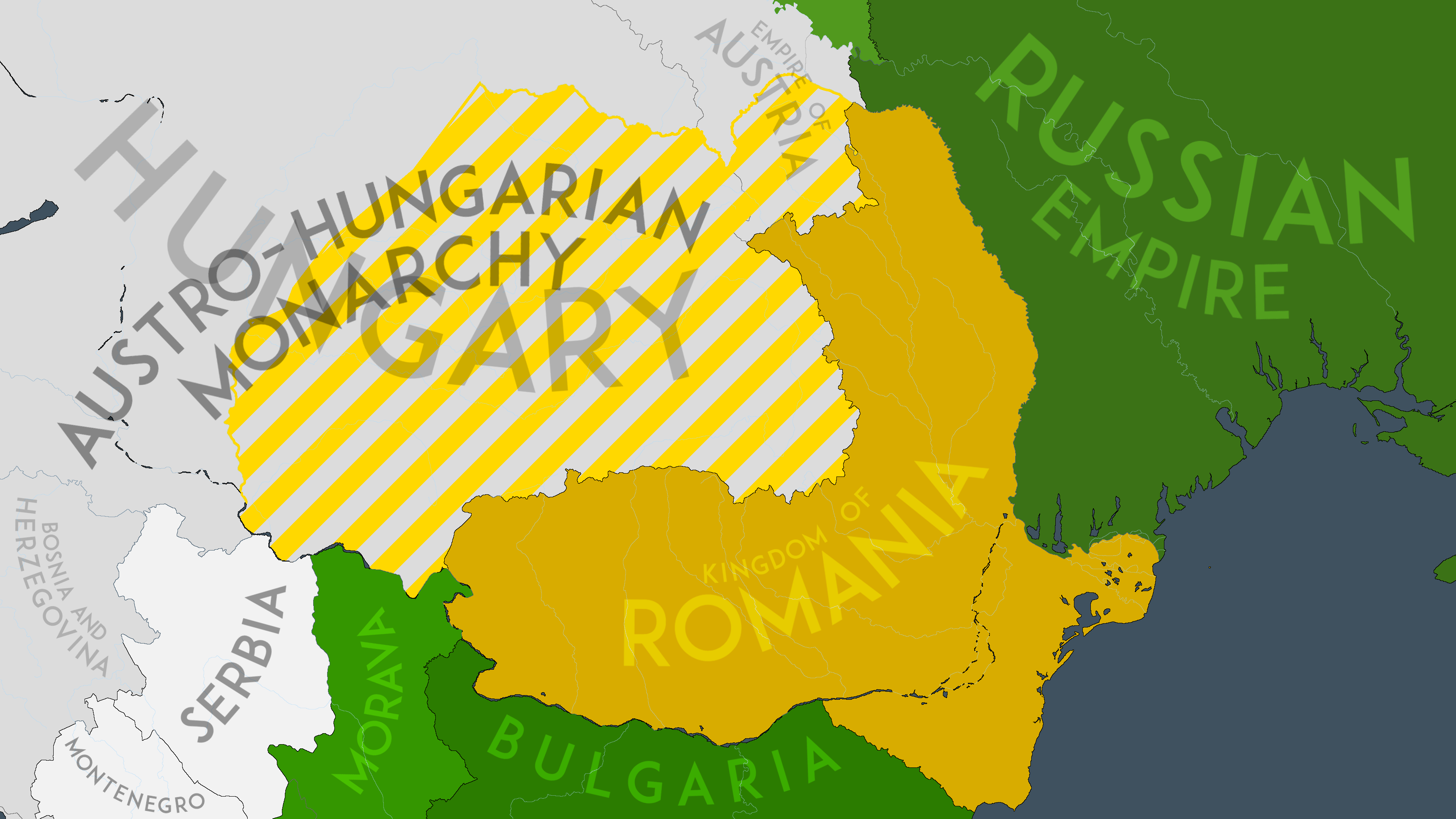
خريطة المعاهدة والوضع العسكري في 17 آب 1916.